# Гасконь (герцогство)
Ге́рцогство Гаско́нь (фр. Duché de Gascogne) — феодальное образование в Южной Франции, включавшее историческую провинцию Гасконь. Но фактически герцоги правили только графством Гасконь, располагавшимся на территории современного французского департамента Ланды.

## География
Территория, которая первоначально входила в состав герцогства, сейчас входит во французские департаменты Жер, Ланды, Верхние Пиренеи и Пиренеи Атлантические. На севере герцогство граничило с герцогством Аквитания. На востоке располагались зависимые от графства Тулуза Ломань, Жимое и графство Иль. На юге располагались владения с преимущественно баскским населением: Комменж, Кузеран, Бигорр, Беарн и королевство Нахера (Наварра).

## История
Герцогство было образовано в 864 году на месте каролингского герцогства Васкония. Его первым правителем стал Санш (Санчо) III Митарра, происходивший из рода правителей Васконии. Начиная с него титул герцога становится наследственным в роду. Формально герцоги Гаскони были вассалами короля Западно-Франкского королевства, однако фактически король не имел никакой власти.
Уже при ближайших преемниках Санша III Митарры герцогство начало дробиться на более мелкие владения. После смерти в 930 году сына Санша, Гарсии II Горбатого, герцогство разделилось на 3 части между его сыновьями. Из младших сыновей Гильом Гарсия получил графство Фезансак, от которого в свою очередь, позже отделились ряд владений, включая графство Арманьяк, а Арно Гарсия Ноннат — графство Астарак. Старший сын Гарсии II, Санш (Санчо) IV, получил кроме герцогского титула графство Гасконь. Правители гасконских графств, виконтств и сеньорий считались вассалами герцога Гаскони, но постепенно обретали всё большую независимость.
Первоначально герцоги Гаскони больше тяготели к королям Наварры, постепенно попав в зависимость от них. Герцог Санш VI подолгу находился при дворе короля Наварры Санчо III Великого в Памплоне, вместе с королём он принимал участие в Реконкисте. В официальных документах король Санчо в 1022 году именовал себя правителем земель вплоть до реки Гаронна на севере.
Однако после смерти герцога Санша VI, не оставившего мужского потомства, род угас. За титул герцога стали спорить герцоги Аквитании (герцог Аквитании Гильом V Великий был женат на сестре Санша VI) и графы д’Арманьяк (граф Бернар II был потомком второго сына герцога Гарсии II), причём спор перерос в войну, победителями в которой оказались герцоги Аквитании. Ги Жоффруа, граф Бордо и Ажена, в 1052 году разбил графа Бернара II и стал герцогом Гаскони. А после того, как он в 1058 году унаследовал после смерти бездетного брата герцогство Аквитания (под именем Гильом VIII), Гасконь окончательно оказалась объединена с Аквитанией.